# Encyclia fehlingii
Encyclia fehlingii là một loài thực vật có hoa trong họ Lan. Loài này được (Sauleda) Sauleda & R.M.Adams mô tả khoa học đầu tiên năm 1981.